# Translokation
Translokation er en højtidelighed, afholdt på en skole eller uddannelsesinstitution, der markerer skoleårets afslutning, og hvor de studerende eventuelt dimitteres (dvs. forlader uddannelsesinstitutionen efter afsluttet eksamen).
Ordene translokation og dimission bliver ofte forvekslet med hinanden, men translokation betegner udelukkende højtideligheden på selve uddannelsesinstitutionen, som typisk inkluderer taler fra rektor og uddeling af eksamensbeviser. Selve den formelle afsked kaldes for dimission og finder typisk sted som en del af translokationen.